# Josef Gesing

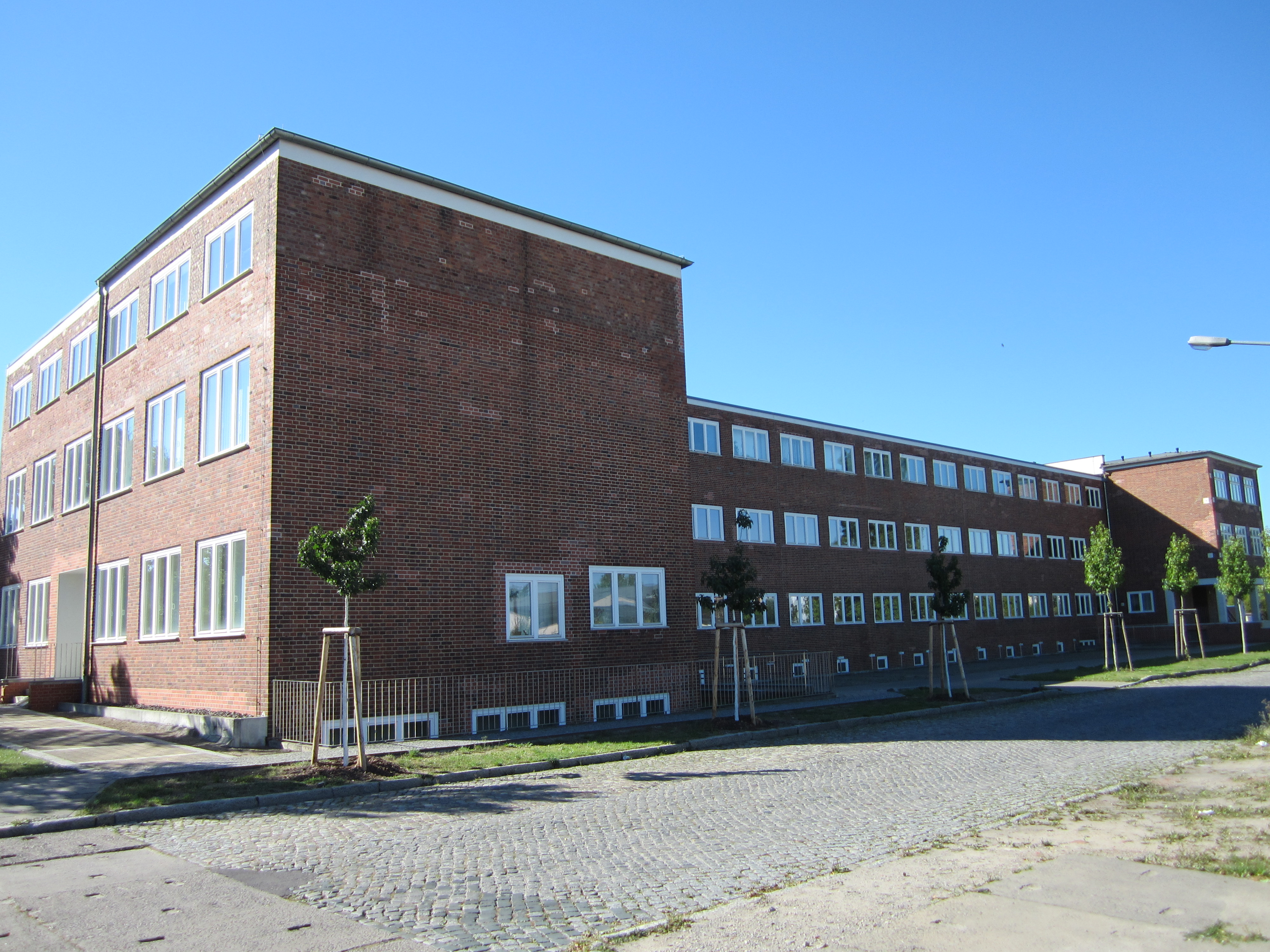
Mädchenberufsschule in Frankfurt (Oder)

Josef Gesing (geb. 5. Mai 1886 in Epe; gest. 1963 in Trier) war ein deutscher Architekt und kommunaler Baubeamter, der vor allem in Frankfurt (Oder) wirkte. 

## Wirken
Josef Gesing war bis 1945 als Stadtbaumeister an der Errichtung vieler stadtbildprägender Bauten in Frankfurt (Oder) beteiligt. Danach beriet er bis kurz vor seinem Tod als freier Architekt die Stadtverwaltung.
Josef Gesing legte 1947 eine erste städtische Planung für den Wiederaufbau Frankfurts vor, die in der Innenstadt von Frankfurt die alte Stadtstrukturen weitgehend erhalten wollte. Nach wie vor sollte diese durch Handwerk, Handel und Gewerbe bestimmt sein. Auf Veranlassung der Landesregierung Brandenburgs wurde 1948 ein beschränkter Architektenwettbewerb durchgeführt. Der Wettbewerbsentwurf von Willy Kreuer und Richard Lüer, der eine konsequente gesamtstädtische Verkehrsführung und eine wesentlich lockerere Bebauung vorsah, wurde von der Landesregierung favorisiert.
Anfang Februar 1949 beauftragte das städtische Volksbildungsamt Josef Gesing, den Ausbau des vormaligen UFA-Kinos als Stadttheater zu planen. Doch da das Vorhaben nicht in den Zwei-Jahres-Plan aufgenommen war und somit nicht vor 1951 mit dem Baubeginn zu rechnen war, stellte das städtische Bauamt schon zwei Monate später die weitere Projekt-Bearbeitung ein.
Bis Juni 1963 wohnte Gesing im Haus Lennéstraße 89, dann zog er nach Trier, wo er kurz darauf verstarb.

## Ehrungen
Seit 1996 gibt es in der Nuhnenvorstadt von Frankfurt (Oder) die Josef-Gesing-Straße.

## Bauten in Frankfurt (Oder)
- 1923–1925: Mehrfamilienwohnhaus-Bebauung August-Bebel-Straße 116–124 und Albert-Fellert-Straße 42/43 (unter Denkmalschutz)[5]
- 1925–1926: Hindenburgschule an der August-Bebel-Straße (zusammen mit Hugo Althoff, unter Denkmalschutz, heute Erich-Kästner-Grundschule)[6]
- 1927–1929: Mehrfamilienwohnhaus-Bebauung Tunnelstraße 13–16 und 25–31 (nur Zuschreibung an Gesing; unter Denkmalschutz)[7]
- 1929–1930: Trauerhalle mit Krematorium auf dem Hauptfriedhof (unter Denkmalschutz)[8]
- 1929–1931: Evangelisches Predigerseminar (geplant als Säuglingsheim für das Max-Reimann-Kinderkrankenhaus, später Kinderkrankenhaus Seelower Kehre), Seelower Kehre 3 (abgebrochen)
- 1930–1931: Mädchenberufsschule an der Beeskower Straße (heute Potsdamer Straße 1–2) (unter Denkmalschutz)[9]

Josef Gesing war für die temporären Bauten für den 30. Märkischen Katholikentag des Bistums Berlin am 18. und 19. Juni 1932 verantwortlich. Außerdem war er 1937–1938 an der Renovierung der Heilig-Kreuz-Kirche beteiligt.

## Galerie

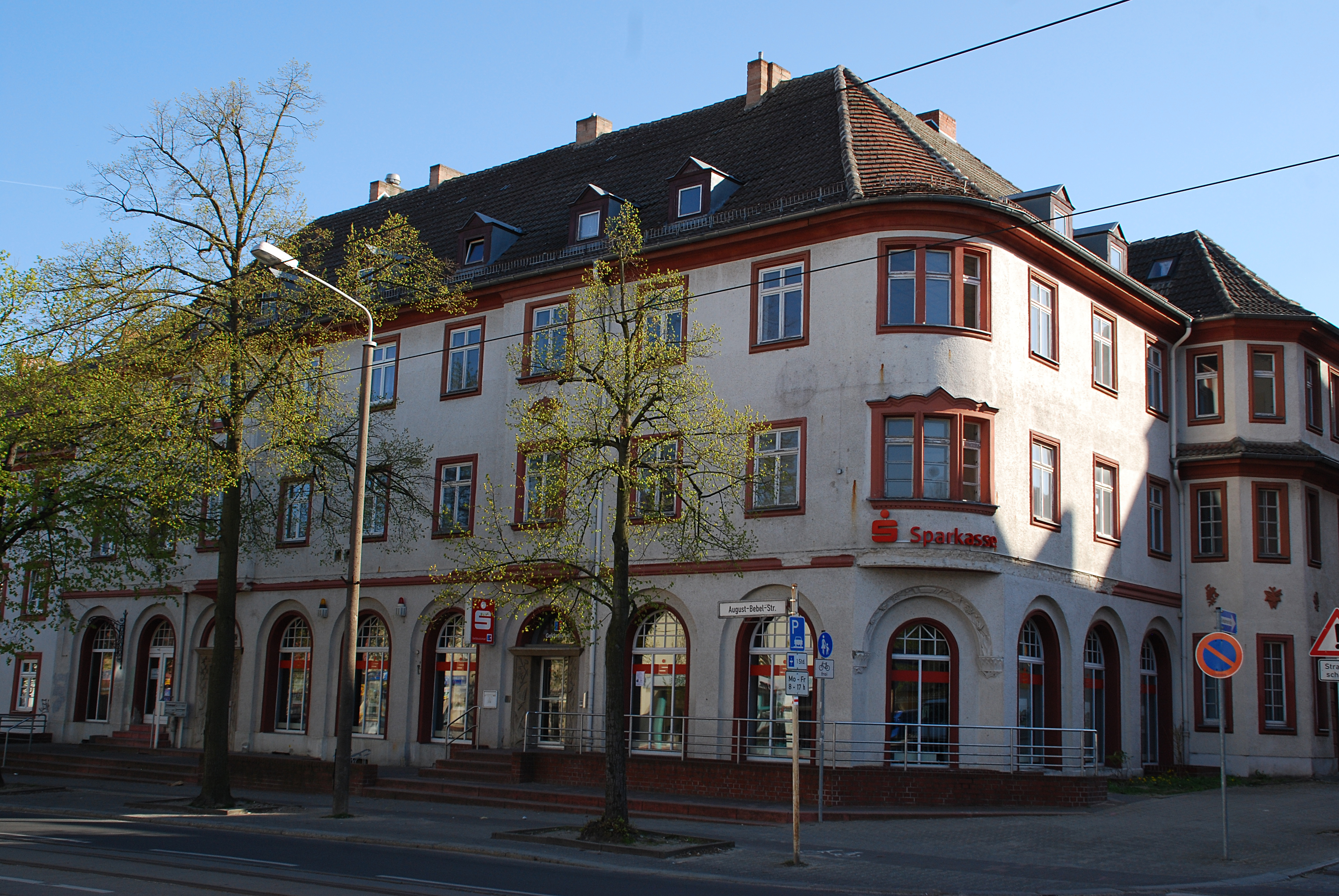
August-Bebel-Straße 116, Albert-Fellert-Straße 42/43
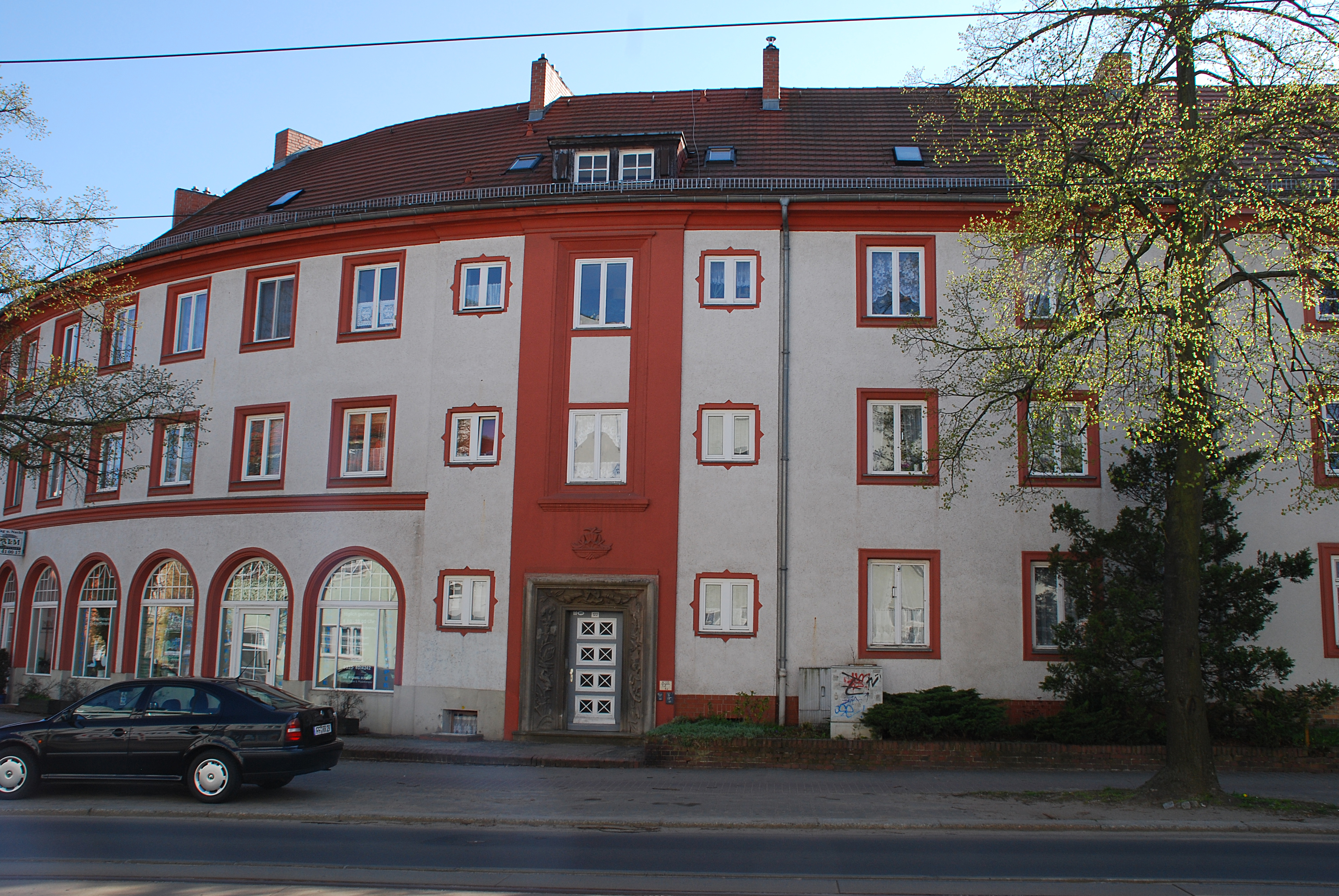
August-Bebel-Straße 122 Frankfurt (Oder)
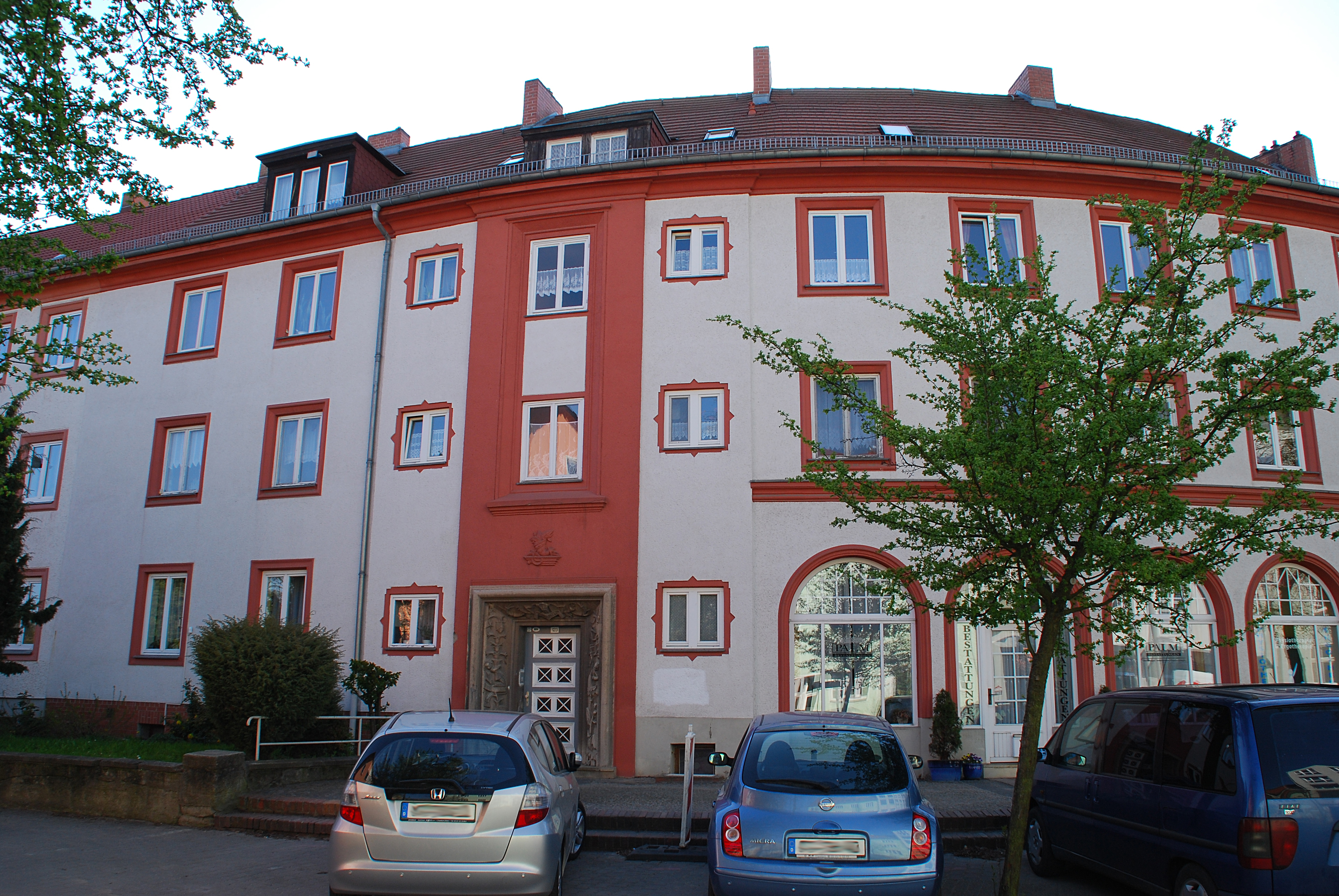
August-Bebel-Straße 123 Frankfurt (Oder)
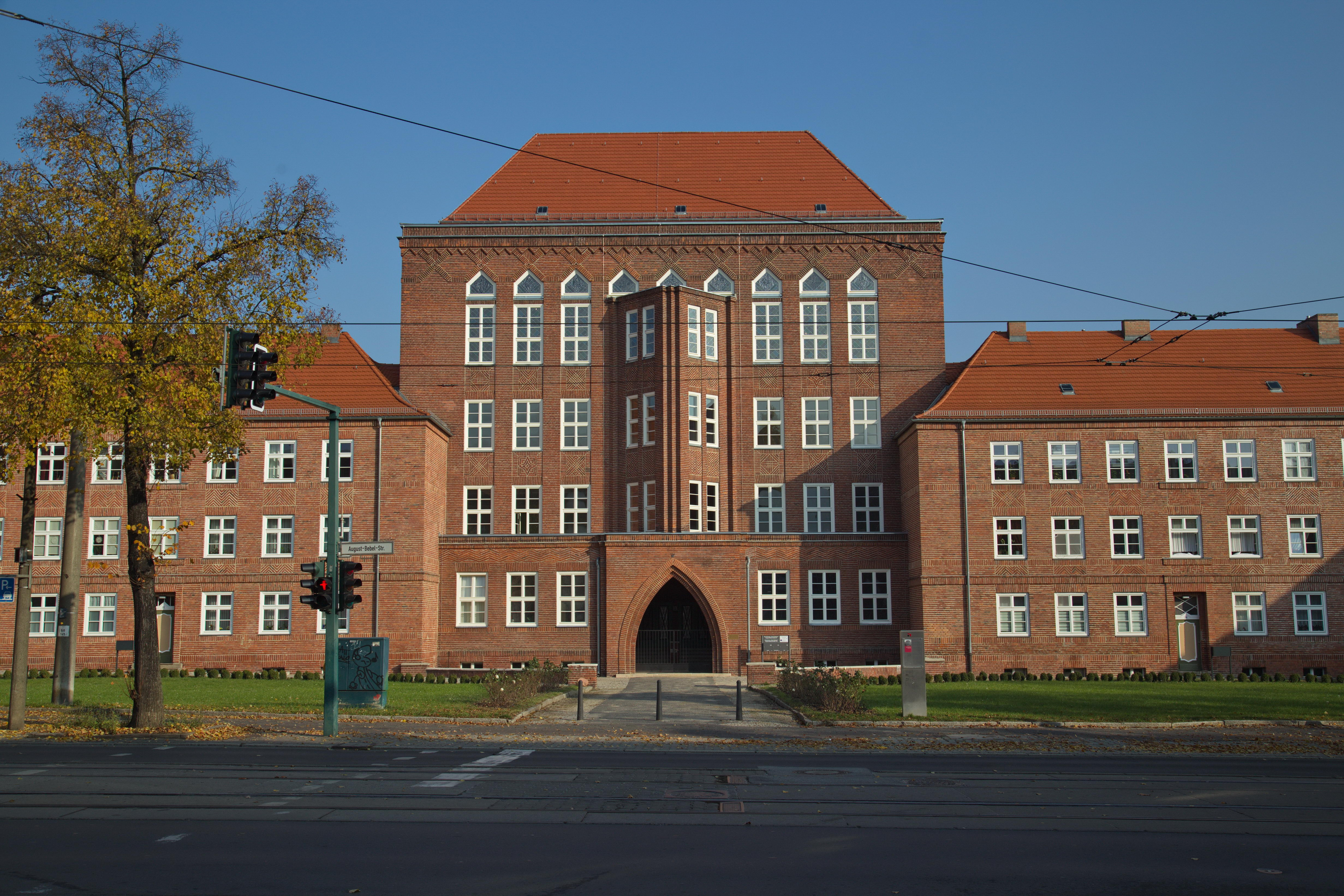
Hindenburgschule Frankfurt (Oder)
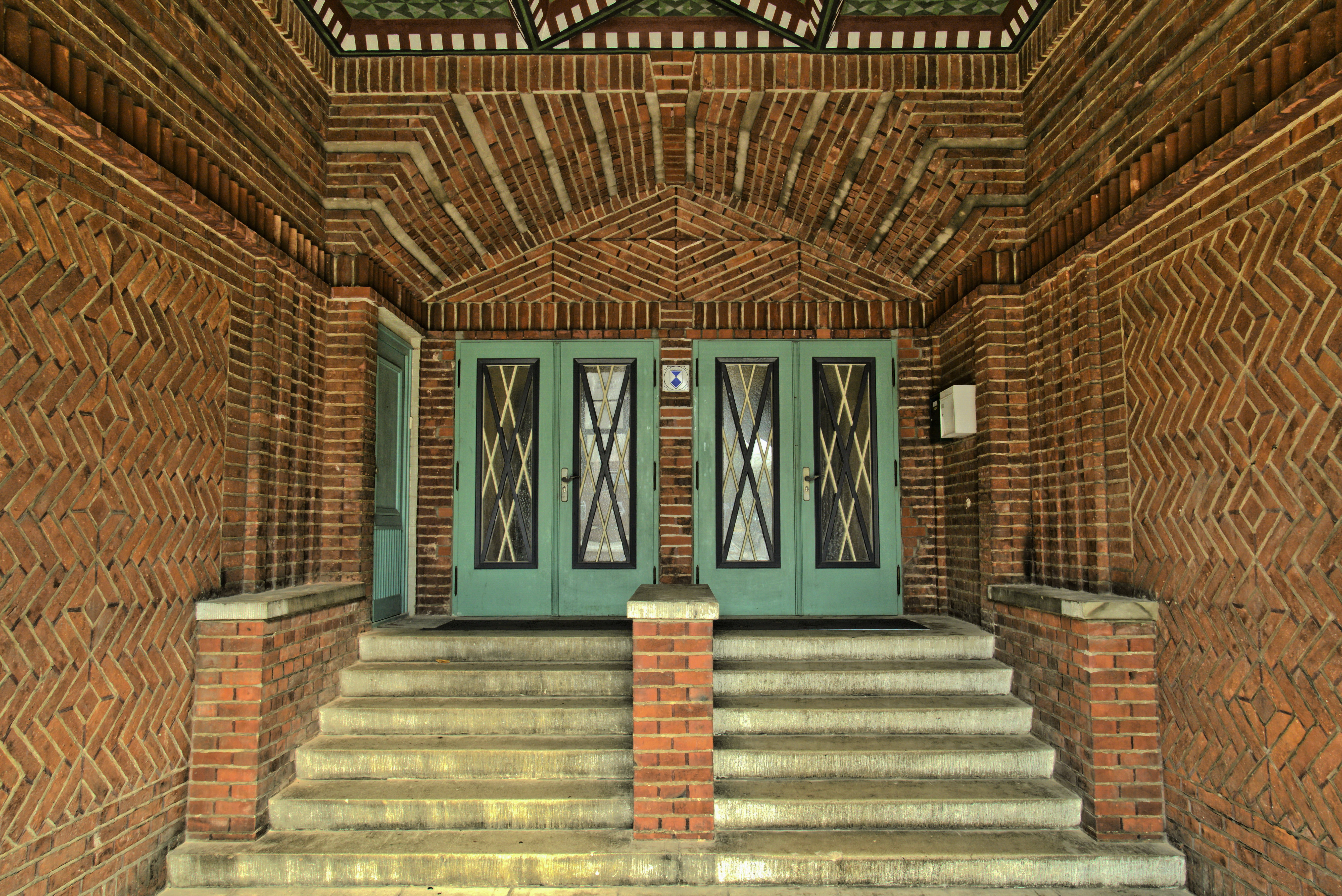
Eingang zur Hindenburgschule FFO
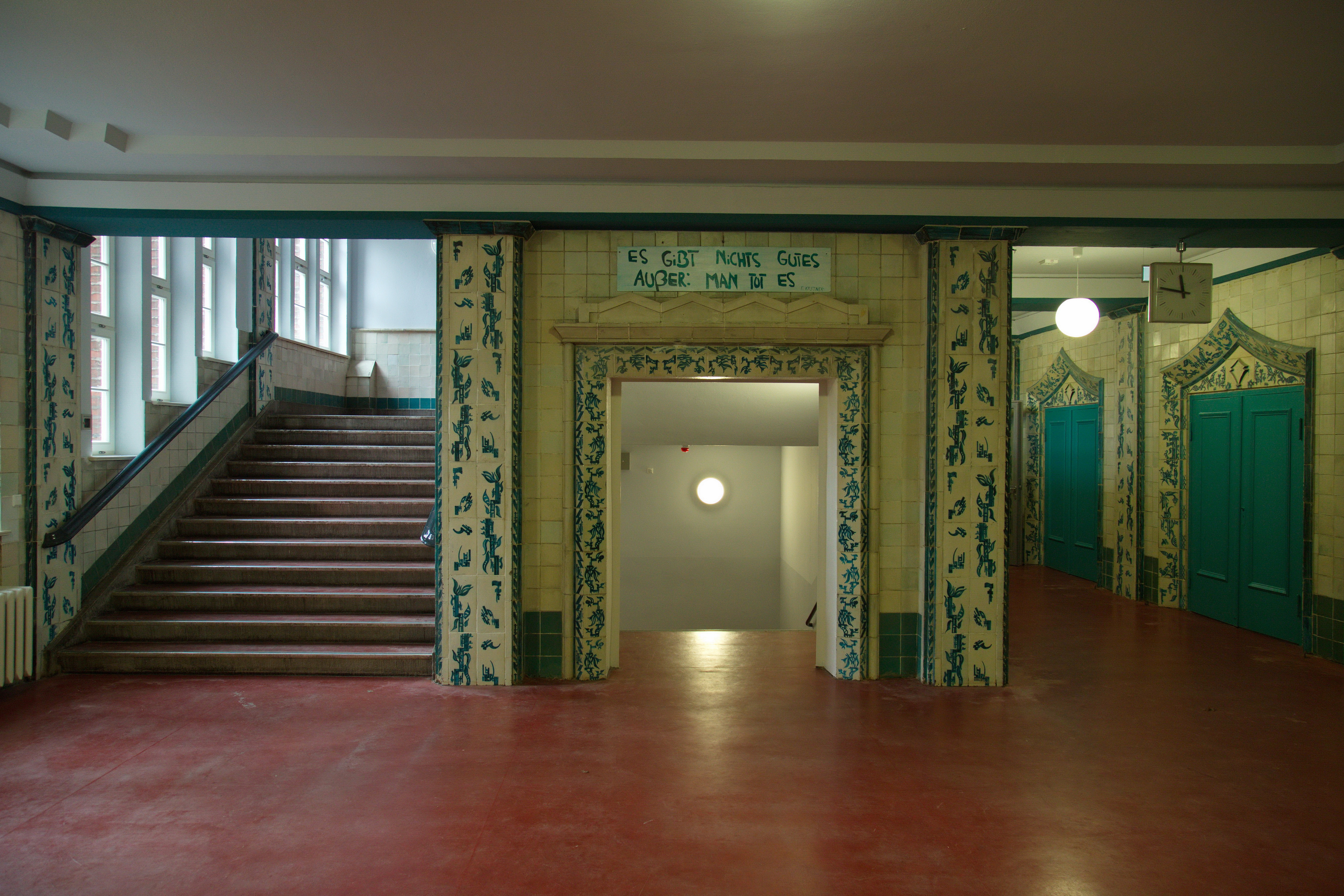
Treppenhaus Hindenburgschule FFO
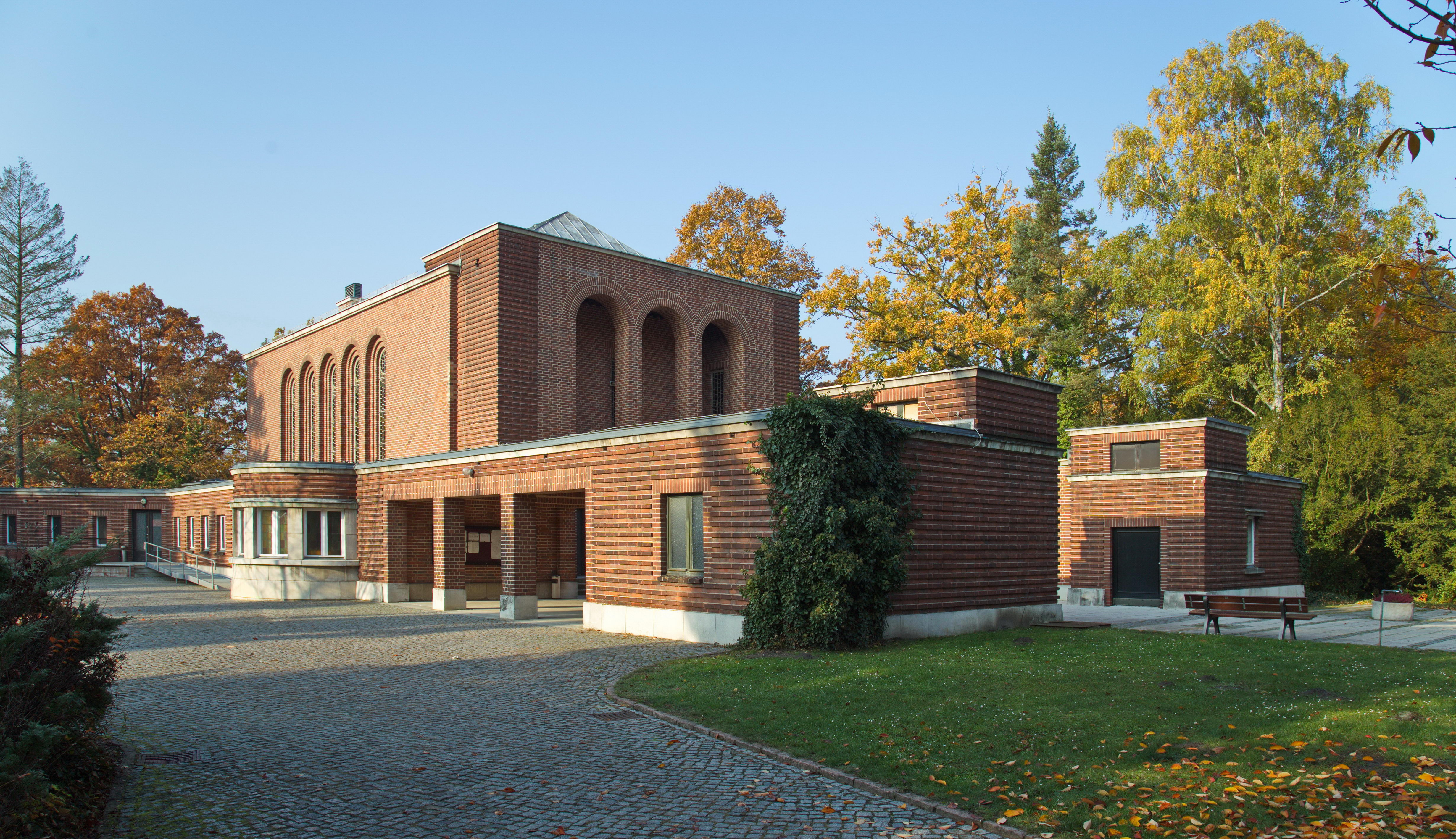
Trauerhalle mit Krematorium auf dem Hauptfriedhof
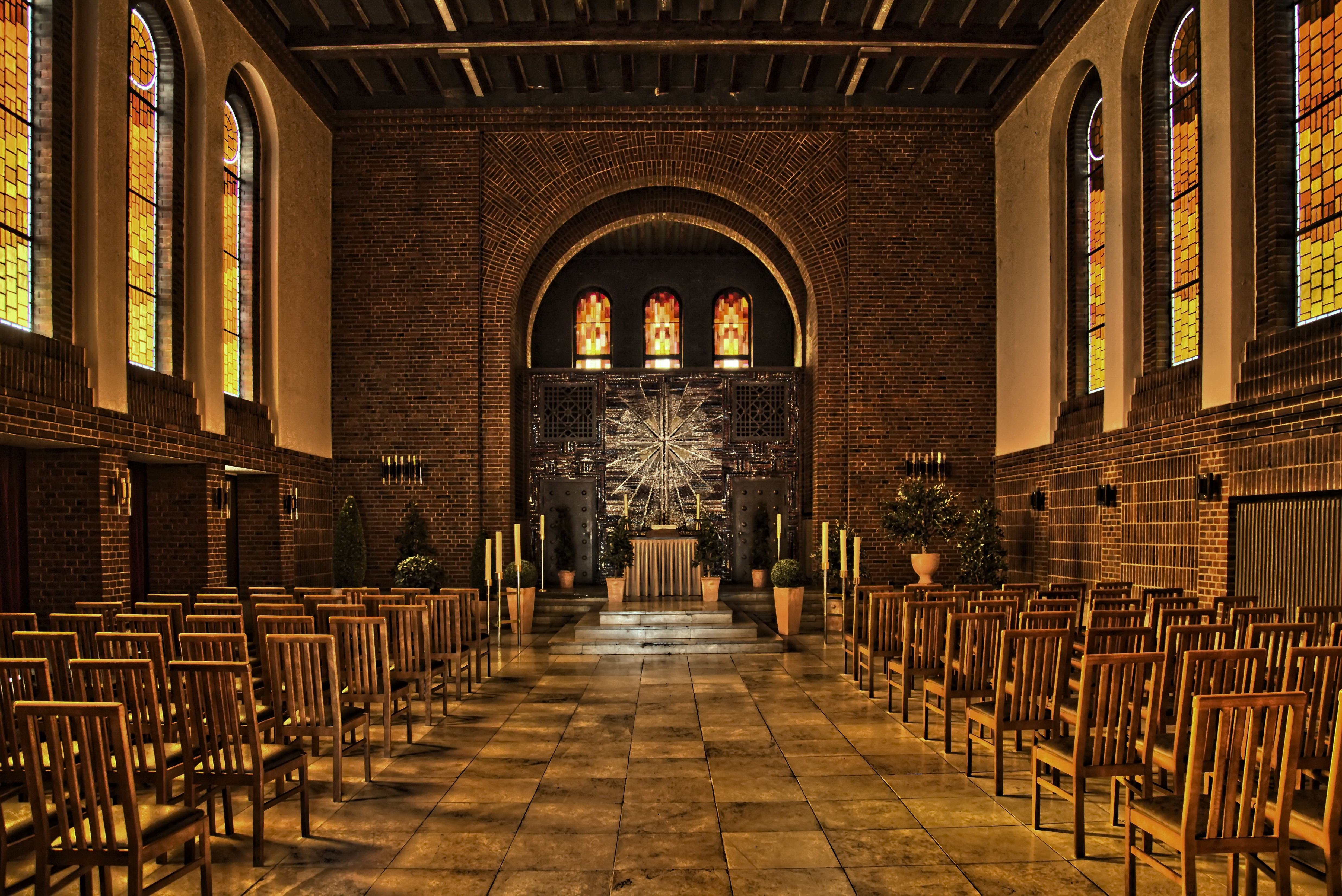
Innenansicht der Trauerhalle Frankfurt (Oder)